# Sjalqartengiz Sory
Sjalqartengiz Sory (kazakiska: Шалқартеңіз Соры) är en saltslätt i Kazakstan.   Den ligger i oblystet Aqtöbe, i den centrala delen av landet, 700 km sydväst om huvudstaden Astana.